# Hans von Haberer

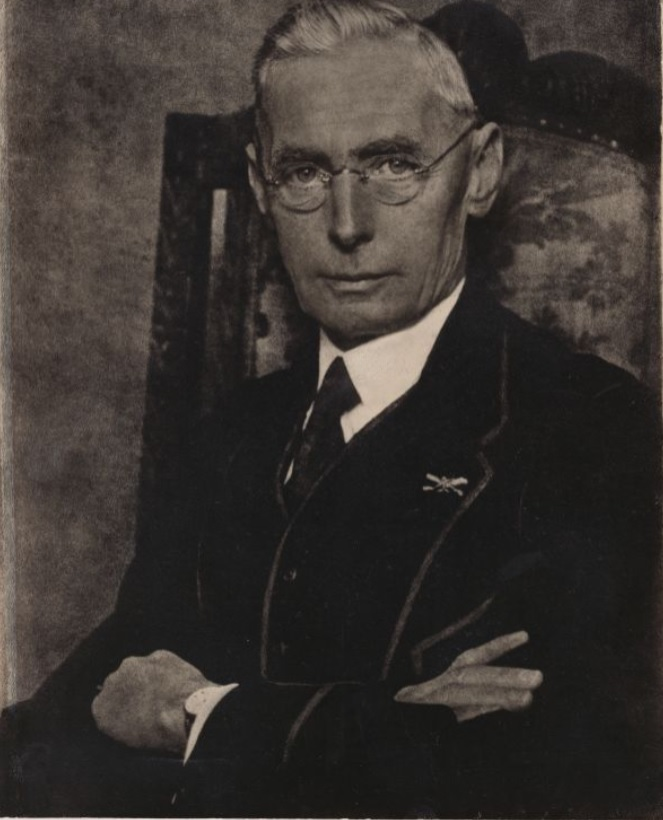
Hans von Haberer (ca. 1935)

Johann Baptist Martin Theodor Wilhelm Anton Haberer von Kremshohenstein, auch Hans von Haberer, (* 12. März 1875 in Wien; † 29. April 1958 in Düren) war ein österreichischer Chirurg, Sanitätsoffizier, Hofrat und Hochschullehrer.

## Leben
Johann „Hans“ von Haberer, Sohn eines Wiener Ministerialbeamten, studierte von 1894 bis 1900 Medizin an den Universitäten Wien und Graz. Im Mai 1900 wurde er an der Universität Graz zum Dr. med. promoviert. Er erhielt eine Assistentenstelle in der Pathologie bei Holl und schrieb seine erste Publikation Über die Venen des menschlichen Hodens. 1901 wurde er Assistenzarzt bei Anton von Eiselsberg an der Universität Wien, bei dem er sich 1907 für Chirurgie habilitierte.

### Innsbruck und Graz
Seit 1911 Hochschullehrer an der Universität Innsbruck, war Hans von Haberer mit 36 Jahren der jüngste Lehrstuhlinhaber in Österreich-Ungarn. Im Ersten Weltkrieg arbeitete er in Südtirol und diente als Oberstabsarzt. Wegen seines hohen Ansehens wurde er von 1920 bis 1921 zum Dekan der dortigen Medizinischen Fakultät und von 1923 bis 1924 zum Rektor der Universität Innsbruck gewählt. Zu dieser Zeit gehörte er zum häuslichen Umgang von Ferdinand Sauerbruch in München. Im November 1924 folgte er dem Ruf der Universität Graz auf ihren Lehrstuhl, auf dem er vier Jahre blieb.

### Düsseldorf und Köln
Im Jahr 1928 ging Haberer als Ordinarius an die Medizinische Akademie Düsseldorf, deren Rektor er 1929/30 wiederum war. Noch während seines Rektorats erhielt er im Dezember 1930 den Ruf der Universität Köln. Von Haberer wurde Direktor der Chirurgischen Universitätsklinik Lindenburg (1930–1948) und stellvertretender Direktor des Augustahospitals (1930–1934).
Haberer war seit 1933 Förderndes Mitglied der SS und trat zum 1. Mai 1937 der NSDAP bei (Mitgliedsnummer 4.066.128). Von April 1935 bis Oktober 1938 stand er als Rektor an der Spitze der Universität Köln. Während des Zweiten Weltkrieges war er als Beratender Chirurg in Frankreich und Russland tätig, seit Juli 1942 als Generalarzt.

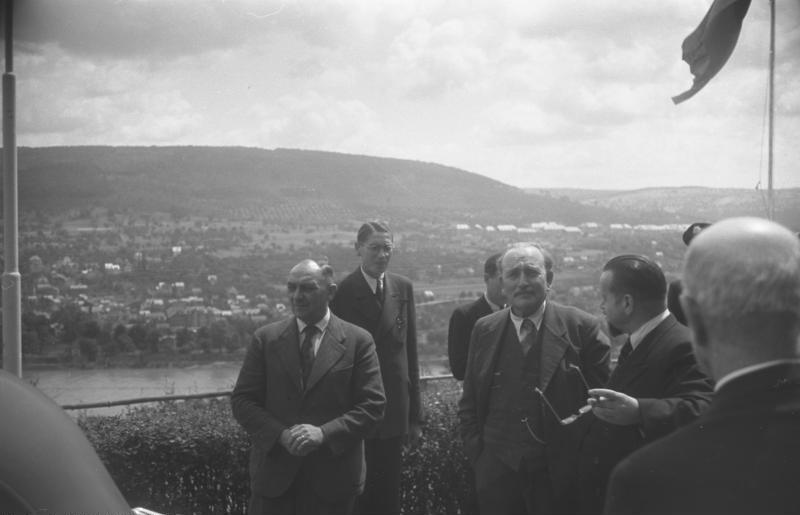
Ministerpräsidenten-Konferenz der Länder der 3 Westzonen Deutschlands auf dem Berghotel Rittersturz in Koblenz (8.–10. Juli 1948; v. l. n. r.: Wilhelm Kaisen, Hans Haberer, Karl Friedrich Zörgiebel).

Nach Kriegsende wurde Haberer auf Anordnung der britischen Militärregierung aus politischen Gründen entlassen. Im Spruchkammerverfahren wurde er 1948 in die Gruppe V („Entlastete“) eingestuft und noch im gleichen Jahr emeritiert.

### Fachliche Leistungen
Die Fachgebiete von Haberers waren Viszeralchirurgie, Gefäßchirurgie und Kriegschirurgie. Er entwickelte die Magenresektion nach Theodor Billroth  weiter. Dabei konnte er auf der Erfahrung von nahezu 4000 Magenresektionen aufbauen. Wegen seiner hervorragenden Operationstechnik bei diesen Eingriffen kamen bald zahlreiche Chirurgen aus ganz Europa, um seine Methode kennenzulernen. Sein wissenschaftliches Werk umfasst 299 Einzelveröffentlichungen und 10 Beiträge in Hand- und Lehrbüchern zu fast allen Gebieten der Chirurgie.

### Familie
Hans von Haberer war verheiratet und hatte eine Tochter, die 1925 den Chirurgen Rudolf Kraft heiratete. Von 1921 bis 1936 lernte und arbeitete Kraft bei Haberer in Innsbruck, Graz, Düsseldorf und Köln. Die Tochter starb nur wenige Monate nach dem Tod ihres Vaters. Julius Kraft-Kinz absolvierte seine chirurgischen Lehrjahre von 1951 bis 1956 bei seinem Onkel Rudolf Kraft, der damals im städtischen Krankenhaus Düren Chefarzt der Chirurgie war.

## Ehrungen
- Mitglied der Leopoldina (1933)

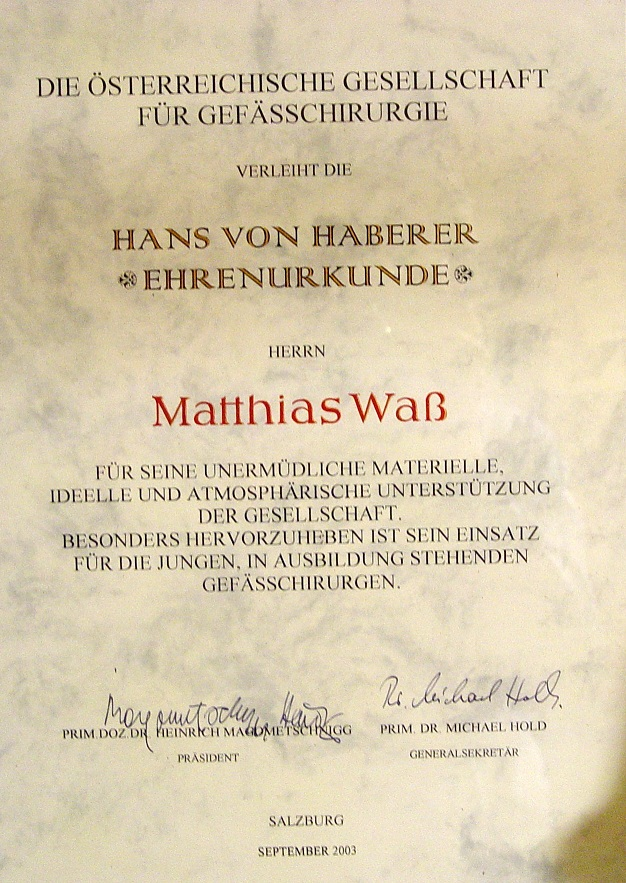
Hans von Haberer-Ehrenurkunde

- Ehrendoktorwürde der Medizinischen Fakultät der Universität Athen (1937)
- Mitglied der Kaiser-Wilhelm-Gesellschaft (1935)
- Ehrenmitglied der Wiener Medizinischen Gesellschaft (1939)
- Ehrenmitglied der Deutschen Gesellschaft für Chirurgie (1950)
- Ehrenmitglied der Deutschen Röntgengesellschaft (1951)
- Ehrenmitglied der Société Européenne de Chirurgie Cardio-Vasculaire in Lyon (1953)
- Großes Verdienstkreuz zum Verdienstorden der Bundesrepublik Deutschland (1955)
- Hans von Haberer-Ehrenurkunde der Österreichischen Gesellschaft für Gefäßchirurgie

## Veröffentlichungen (Auswahl)
- Zur Kasuistik der Folgezustände forcierter Taxisversuche bei inkarzerierten Hernien. In: Wiener Klinische Wochenschrift. Nr. 49, 1903.
- Zur Frage des arteriomesenterialen Duodenalverschlusses. In: Archiv für Klinische Chirurgie. Band 89, 1909.
- Zur Frage der operativen Behandlung des Pylorospasmus im Säuglingsalter. In: Deutsche Medizinische Wochenschrift. 1929, Nr. 49.
- Die Erkrankungen der Leber und der Gallenwege. Ein Grenzgebiet zwischen innerer Medizin und Chirurgie. Thomas-Verlag, Kempen 1947; 2. Auflage ebenda 1949.
- Lebenswichtige, dringliche Operationen in der Bauchhöhle! In: Münchener Medizinische Wochenschrift. Band 95, Nr. 1, 2. Januar 1953, S. 61–69.